# Alex Ferns
Alexander Ferns, škotski filmski in televizijski igralec * 13. oktober 1968 Lennoxtown, Stirlingshire, Škotska.                                                                                                                    
Ferns je najbolj znan po svoji vlogi Trevorja Morgana v seriji EastEnders, ki ga je igral med letoma 2000 in 2002, za katero si je prislužil oznako "najbolj osovraženega britanskega negativca v žajfnicah", znan pa je tudi po vlogi Rick Harper v žajfnici River City v produkciji BBC Scotland med letoma 2017 in 2018.

## Kariera
Ferns je nastopil v filmu Duh in tema (1996) pred različnimi televizijskimi vlogami, vključno s Trevorjem Morganom v BBC-jevi milni operi EastEnders od leta 2000 do 2002. Leta 2000 je v filmu Britannic upodobil in igral kurjača Evansa. Leta 2005 je Ferns igral nadporočnika Gorazda v zelo cenjenem trojezičnem filmu Joyeux Noël, ki je bil nominiran za najboljši film v tujem jeziku na podelitvi oskarjev, zlatih globusov in na BAFTA.
Leta 2003 je Ferns igral kot Draco Malfoy v filmu Harry Potter za film Comic Relief.
Leta 2004 je igral poveljnika Martina Brookeja, v kratki seriji ITV Making Waves. Istega leta je nastopil v Man Dancin ', festivalski filmski in TV produkciji, ki je na festivalskem vezju prejela številne nagrade, vključno z izjemnim izvirnim scenarijem na filmskem festivalu v Sacramentu. Nastopil je tudi na ulici Coronation.
Igral je tudi v filmu 2006 Shadow Man kot Schmitt, v katerem igra tudi Stevena Seagala.
Njegovo gledališko delo vključuje vlogo "trakulje" (halucinacije) v ID-ju, predstavi o Dimitriju Tsafendasu in njegovem atentatu na južnoafriškega premierja Hendrika Verwoerda, nacionalno turnejo uprizoritve detektivke And Then There Were None po delu Agathe Christie iz leta 2008 ter vlogi zobozdravnika v muzikalu Little Shop of Horrors. Leta 2011 je med škotsko turnejo prevzel vlogo škotskega gangsterja Jimmyja Boylea v predstavi o njegovem življenju The Hardman in požel dober odziv kritikov.  
Leta 2009 se je pojavil v oglasu za vodko Smirnoff. Ferns je sodeloval v TV seriji Celebrity Coach Trip v partnerstvu s prijateljem Rickyjem Grovesom. Kot Luther je igral v londonski oživitvi muzikala South Pacific leta 2011 in poznejši turneji po Združenem kraljestvu. Leta 2013 je Ferns igral vlogo Leeja v igri True West v Glasgow's Citizen's Theatre. Leta 2014 je igral v filmu 24: Live Another Day. Leta 2016 je igral v ITV-jevi Veri - serija 6, epizoda 4 (Morsko steklo). Nastopil je tudi v BBC-jevi seriji Wallander 4: 1. Bela levinja kot Axel Hedeman. Ferns je igral tudi vodjo tulskih premogovnikov Andreja Gluhova HBO-jevi miniseriji Černobil leta 2019.

## Zasebno življenje
Alex Ferns se je rodil v Lennoxtownu na Škotskem. 17 let je živel v Južni Afriki in študiral dramo na Univerzi v Cape Townu, preden se je leta 1991 vrnil v Združeno kraljestvo. 
Ferns se je leta 1996 poročil z južnoafriško igralko Jennifer Woodburne. Trenutno živita v Londonu z dvema sinovima, Cameronom in Mackenziejem. 
Ferns je zmagal v finalu Kitchen Burnout maja 2010.
Ferns je kristjan.

## Filmografija

### Filmi in serije
| Leto | Film                             | Vloga          | Opombe |
| ---- | -------------------------------- | -------------- | ------ |
| 1996 | Duh in tema                      | Stockton       |        |
| 2000 | Britannic                        | Kurjač Evans   |        |
| 2003 | Man Dancin"                      | Jimmy Kerrigan |        |
| 2005 | Vesel božič                      | Gordon         |        |
| 2006 | Človek senca                     | Schmitt        |        |
| 2014 | Caring For The Recently Deceased | Solictor       |        |
| 2016 | Baby Mine                        | Mike           |        |
| 2016 | Legenda o Tarzanu                | Force          |        |
| 2019 | Černobil                         | Andrej Gluhov  |        |